# Isham Street
Isham Street est une rue résidentielle du quartier d'Inwood, dans le nord de l'île de Manhattan, à New York, États-Unis.

## Situation et accès
D'une longueur d'environ 500 mètres, Isham Street s'étend de Seaman Avenue à la 10e Avenue.

## Origine du nom
Isham Street tire son nom de la famille Isham, et notamment William Bradley Isham (en), un riche marchand de cuir et philanthrope, qui détenait une villa à proximité.

## Historique
Sa propriété a permis la construction de cette rue ainsi qu'une grande partie de l'Isham Park.

## Bâtiments remarquables et lieux de mémoire

### Isham Park
Isham Street est bordée par Isham Park, un parc connu pour présenter des affleurements de marbre.

### Church of the Good Sheperd
Isham Street est également bordée par la Church of the Good Sheperd, littéralement "L'église du bon berger", devant laquelle est exposée une croix réalisée à partir de poutrelles du World Trade Center. Cette croix rend hommage aux victimes des attentats du 11 septembre 2001.

### Marché
Chaque samedi matin, un marché se tient le long d'Isham Street.